# The Concretes in Colour
The Concretes in Colour je druhá studiová, celkově však až čtvrtá deska švédských indie popových The Concretes. Je to také poslední deska, na které se podílela zpěvačka Victoria Bergsman.

## Seznam skladeb
```
Není-li uvedeno jinak, autorem všech skladeb jsou 
Victoria Bergsman
 a 
The Concretes
.
```

1. "On the Radio" – 3:23
2. "Sunbeams" (Bergsman, The Concretes, Maria Eriksson, Lisa Milberg) – 3:24
3. "Change in the Weather" – 2:53
4. "Chosen One" – 3:09
5. "Your Call" (The Concretes, Milberg) – 3:29
6. "Fiction" (Bergsman, The Concretes, Milberg) – 6:01
7. "Tomorrow" (Bergsman) – 3:44
8. "As Four" (Bergsman) – 2:32
9. "Grey Days" (The Concretes, Milberg) – 4:42
10. "A Way of Life" – 5:01
11. "Ooh La La" (Bergsman, The Concretes, Milberg) – 2:59
12. "Song for the Songs" (The Concretes, Milberg) – 3:49